# Ayako Fujitani
Ayako Fujitani (藤谷文子 Fujitani Ayako; född 7 december 1979 i Osaka, Honshu, Japan, är en japansk skådespelerska och författare. Hon är dotter till Steven Seagal och hans första hustru  aikido-mästarinnan Miyako Fujitani.
Hon är mest känd (i Japan) för sin roll Asagi Kusanagi i filmerna Gamera 1, 2 & 3 (1995-1999).
Fujitani har även skrivit novellen Shiki-Jitsu – en historia om hur det var att växa upp som ett mångkulturellt barn i en familj där fadern blev en känd actionstjärna. Novellen blev sen adapterad till filmmanus av författaren och regissören Hideaki Anno. År 2000 gjordes filmen; Anno regisserade och Fujitani spelade huvudrollen.

## Filmer (i urval)
- Gamera daikaijû kuchu kessen (1995)
- Gamera 2: Region shurai (1996)
- The Patriot (1998)
- Gamera 3: Iris kakusei (1999)
- Kurosufaia (2000)
- Shiki-Jitsu (2000)
- Sansa (2003)
- Ikusa (2005)